# Amor Supremo
| Оценки критиков | Оценки критиков |
| Источник        | Оценка          |
| --------------- | --------------- |
| AllMusic        | [ 3 ]           |
| Pitchfork       | [ 4 ]           |

Amor Supremo — третий студийный альбом Карлы Моррисон, выпущенный 6 ноября 2015 на лейбле Cosmica Records. Он был номинирован на премию «Грэмми» в категории «Лучший латинский рок, городской или альтернативный альбом».

## Награды и номинации

### Грэмми
| Год  | Номинируемая работа | Категория                                                 | Результат | Прим. |
| ---- | ------------------- | --------------------------------------------------------- | --------- | ----- |
| 2017 | Amor Supremo        | Лучший латинский рок, городской или альтернативный альбом | Номинация | [ 6 ] |

### Латинские Грэмми
| Год  | Номинируемая работа | Категория                    | Результат | Прим. |
| 2016 | Amor Supremo        | Лучший альтернативный альбом | Номинация | [ 7 ] |

## Список композиций
| №                   | Название             | Автор(ы)            | Продюсер(ы)                                           | Длительность |
| ------------------- | -------------------- | ------------------- | ----------------------------------------------------- | ------------ |
| 1.                  | «Un beso»            | Карла Моррисон      | Андрес Лэндон Карла Моррисон Хуан Мануэль Торребланка | 4:19         |
| 2.                  | «Flor que nunca fui» | Карла Моррисон      | Андрес Лэндон Карла Моррисон Хуан Мануэль Торребланка | 4:31         |
| 3.                  | «Vez primera»        | Карла Моррисон      | Андрес Лэндон Карла Моррисон Хуан Мануэль Торребланка | 5:00         |
| 4.                  | «Azúcar morena»      |                     |                                                       | 4:38         |
| 5.                  | «No vuelvo jamás»    | Карла Моррисон      |                                                       | 4:49         |
| 6.                  | «Cercanía»           |                     |                                                       | 4:52         |
| 7.                  | «Devuélvete»         | Карла Моррисон      | Алехандро Хименес                                     | 3:58         |
| 8.                  | «Mi secreto»         | Карла Моррисон      |                                                       | 4:29         |
| 9.                  | «Tierra ajena»       | Карла Моррисон      |                                                       | 5:07         |
| 10.                 | «Yo vivo para ti»    |                     |                                                       | 5:06         |
| 11.                 | «Tú atacas»          | Карла Моррисон      |                                                       | 5:50         |
| 12.                 | «Mil años»           |                     |                                                       | 4:24         |
| 13.                 | «Todo pasa»          |                     |                                                       | 5:45         |
| Общая длительность: | Общая длительность:  | Общая длительность: | Общая длительность:                                   | 62:48        |

| №                   | Название            | Автор(ы)            | Длительность |
| ------------------- | ------------------- | ------------------- | ------------ |
| 1.                  | «Dime Mentiras»     |                     | 4:50         |
| 2.                  | «Te Regalo»         | Карла Моррисон      | 4:02         |
| Общая длительность: | Общая длительность: | Общая длительность: | 8:52         |